# Вендт, Фёдор Христианович
Фёдор Христианович Вендт (3 июня 1857 — после августа 1922) — генерал от инфантерии Русской императорской армии (1915), начальник 32-й пехотной дивизии (1911—1915). Участник русско-турецкой войны 1877—1878 годов, ахал-текинской экспедиции и Первой мировой войны. Кавалер Георгиевского оружия (1915). В начале 1920-х годов служил в Красной армии.
Генерал от инфантерии Федор Христианович Вендт был пожалован Георгиевским оружием (Высочайший приказ от 23 апреля 1915 г.)
- — «за то, что в сражениях против австрийцев 13 и 14 августа 1914 года, командуя левым участком боевого порядка 11 армейского корпуса, находясь под сильным шрапнельным огнем, проявил мужество и распорядительность, имевшие результатом поражение противника и захват атакою укрепленного района...»